# Dołna banja
Dołna banja (bułg. Долна баня) – miasto w południowo-zachodniej Bułgarii, w obwodzie sofijskim. Jest oddalone 75 km od Sofii i Płowdiwu, położone jest na północno-wschodnich stokach w gór Riła, odpowiednio 18 i 30 km od ośrodków narciarskich w Borowcu i Samokowie. Dołna banja jest znana głównie z gorących źródeł osiągających temperaturę 56,3 stopni C, wykorzystywanych już przez starożytnych Rzymian. Okolice miasta to region turystyczny, występują tu liczne gospodarstwa agroturystyczne i szlaki turystyczne. Łatwo dostępną rozrywką jest tu wspinaczka i jazda na nartach po tutejszych górach.
Dołna banja to niewielkie, ale tętniące życiem miasteczko. Na rynku znajduje się stragan z warzywami, piekarnia i 2 bary. W mieście znajduje się zabytkowa cerkiew z malowidłami ściennymi i cmentarz. Tutejszy stadion nosi nazwę "Wasił Lewski", podobnie jak stadion w Sofii, jest to hołd złożony bohaterowi narodowemu.
Dojazd do Dołnej banji nie sprawia problemów. Istnieje dzienny autobus kursujący z Sofii, oraz częściej kursujący (co 30 min) autobus na trasie Sofia – Kostenec (8 km od Dołnej banji). Na tej trasie kursują również co godzinę pociągi.
Od 2007 r. w pobliżu miasta funkcjonuje pole golfowe. Spełnia ono standardy:
- Professional Golfers' Association of America,
- The Royal i Ancient Golf Club of St Andrews,
- PGA.